# Pegantha
Pegantha is een geslacht van hydroïdpoliepen uit de familie Solmarisidae.  Pegantha werd in 1879 voor het eerst wetenschappelijk beschreven door Ernst Haeckel.

## Soorten
Erkende soortnamen in dit geslacht zijn:
- Pegantha clara R.P. Bigelow, 1909
- Pegantha laevis H.B. Bigelow, 1909
- Pegantha martagon Haeckel, 1879
- Pegantha rubiginosa (Kölliker, 1853)
- Pegantha triloba Haeckel, 1879

Haeckel beschreef in zijn werk zes volgens hem nieuwe soorten. Naast P. martagon en P. triloba waren dat P. biloba, P. quadriloba, P. pantheon (alle synoniemen van P. triloba) en P. magnifica (een taxon inquirendum, waarvan de correcte taxonomische plaats nog niet ondubbelzinnig is bepaald).